# フィロズルチン
フィロズルチン（phyllodulcin）は、化学構造上はジヒドロイソクマリン類に分類される有機化合物の1つである。フィロズルチンをヒトが官能試験すると甘味を感じられるものの、かつて人工甘味料として用いられていたズルチン（4-エトキシフェニル尿素）とは別の物質である。

## 光学活性
フィロズルチンはキラル中心を1つ有する。それは3位の炭素である。天然物のフィロズルチンは、この部分の絶対配置がR体であり、光学活性を示す。

## 所在
フィロズルチンは、アマチャ（Hydrangea macrophylla Seringe var. thunbergii）の葉に配糖体の形で含まれる。具体的には、フィロズルチンの8位の水酸基に、グルコースがエーテル結合した、フィロズルチン-8-O-グルコシドの形である。

## 甘味料
この配糖体の形では甘味は感じられない。加水分解されてアグリコンの形、すなわち、フィロズルチンが遊離されるとヒトは甘味を感ずる。これを利用して、食品添加物の天然甘味料として、アマチャ抽出物を用いる場合がある。
なおフィロズルチンの甘さは、天然の甘味料として知られるスクロースの400あるいは600 - 800倍とされる。参考までに、人工甘味料のサッカリンの甘さと比べても、約2倍フィロズルチンの方が甘い。

## 甘茶
アマチャの乾燥させた若葉を湯で抽出した飲料を甘茶と呼ぶ。この甘茶の甘味成分の1つが、フィロズルチンであり、甘茶の他の甘味成分としてイソフィロズルチンが知られる。